# Peter Safar
Peter Safar (12. dubna 1924 – 2. srpna 2003) byl rakouský lékař českého původu. Je autorem kardiopulmonální resuscitace.

## Životopis
Safar se narodil ve Vídni jako Peter Šafář. Toužil se stát lékařem, vzhledem k židovskému původu dědečka z matčiny strany však nemohl být podle norimberských zákonů považován za árijce. Musel použít několik triků a přátel, aby nebyl poslán s německými vojenskými silami ke Stalingradu.
V roce 1943 začal studovat lékařství na vídeňské univerzitě, dokončil ji roku 1948. Po jejím ukončení odešel na stáž do USA, kde začal používat podobu jména Safar. Zde se nejprve v New Havenu věnoval chirurgii, ale záhy se probudil jeho zájem o anesteziologii, která byla tehdy tradiční součástí chirurgie. Proto, stále jako stážista, odešel na Yale university do Pensylvánie, kde byla tehdy možnost studovat přímo anesteziologii. 
Aby vyhověl požadavkům imigračních zákonů (stále měl Rakouské občanství a status stážisty), musel pobyt v USA pravidelně na čas přerušit. V roce 1953 proto odešel do Limy v Peru, kde založil první anesteziologické oddělení v zemi. Po návratu v roce 1954 se přestěhoval do Baltimoru, kde začal pracovat jako anesteziolog a v roce 1956 zde vybudoval první jednotku intezivní péče v USA.
O náhradu životních funkcí laiky v terénu se začal zajímat v roce 1956 na základě náhodného rozhovoru s kolegou Jamesem Elamem, kdy diskutovali o možnostech postupu při zajištění dýchání v případě poruchy anesteziologického přístroje. Elam jako zkušený vojenský anesteziolog měl zkušenost s tím, že dočasně je možné pacienta v anestezii ventilovat dýcháním anestetisty do intubační rourky nebo masky. Safara napadlo tuto techniku využít i v terénu při náhlých poruchách dýchání. Safar tento rozhovor sám později označil jako klíčový první impuls při vzniku koncepce kardiopulmonální resuscitace.
V letech 1956–1957 provedl Safar řadu pokusů za účasti kolegů – dobrovolníků. Při nich nejprve ověřil, že záklon hlavy vede k účinnému uvolnění dýchacích cest i bez pomůcek, a následně to, že dýchání z úst do úst je mnohem účinnější, než tehdy běžné mechanické oživovací pokusy pohybem paží. Desítky lidí byly uspány a jejich dýchání bylo zajišťováno po dobu 2–3 hodin různými metodami, nejdéle přímým dýcháním z úst do úst. U dobrovolníků byl sledován obsah kyslíku v krvi a oxidu uhličitého ve výdechu.  Probuzení všech dobrovolníků bylo rychlé a bez následků.
V roce 1958 byl součástí týmu Williama B. Kouwenhovena, který experimentoval s externí defibrilací a v rámci těchto pokusů byla náhodně zjištěna účinnost kompresí hrudníku pro náhradu krevního oběhu. Tak byla objevena nepřímá srdeční masáž.
Safar následně spojil všechny tři klíčové kroky dohromady a tím vytvořil dodnes platný koncept "resuscitační abecedy" (A-B-C resuscitace - 1964). Jednotlivá písmena značí jednotlivé kroky: 
- A = airways, zajištění průchodnosti dýchacích cest

- B = breathing, umělá ventilace

- C = circulation, zajištění krevního oběhu

Mimo těchto tří písmen, rozšířil resuscitaci i o další kroky, používané při rozšířené neodkladné resuscitaci:
- D = drugs, léky

- E = ECG, analýza srdečního rytmu, defibrilace (dnes bývá defibrilace řazena pod písmeno "C")

- F = Fluids, tekutinová resuscitace

Tato resuscitační abeceda dala základ pro vytvoření prvních komplexních celosvětových směrnic pro resuscitaci, které publikoval Safar v roce 1988.
V roce 1966 publikoval Safar také první ucelené směrnice pro paramediky a stál u zrodu první záchranné služby v USA (Pittsburgh 1967).  
Safar se velmi aktivně zapojoval do nejrůznějších humanitárních aktivit. V koncem padesátých a v šedesátých letech opakovaně vyjížděl do rozvojových zemí, kde se podílel na poskytování základní zdravotní péče v pod hlavičkou nevládní organizace Medical International Corporation, v sedmdesátých letech se aktivně angažoval v hnutí vědců proti šíření jaderných zbraní.
Začátkem 80. let založil Safar Mezinárodní resuscitační výzkumné středisko, dnes Safarovo centrum pro výzkum resuscitace při Univerzitě v Pittsburghu, které vedl až do roku 1994.
Svým objevem pomohl zachránit bezpočet lidských životů. Je držitelem čestných doktorátů na pěti univerzitách (včetně Karlovy univerzity v Praze), bezpočtu dalších uznávaných ocenění. Třikrát byl nominován na Nobelovu cenu cenu za medicínu. Zemřel 2. srpna 2003 na rakovinu.